# 506

## Догађаји
- Новембар – Цар Анастасије I прихвата мировни споразум са Сасанидским царством (Персијом), заснован на статусу кво. Он надограђује утврђења у Батни, Едеси и Амиди (Северна Месопотамија).
- 2. фебруар – Краљ Аларик II издаје „Лек Романа Висиготхорум“ или Алариков бревијар, сажетак римских закона и царских декрета, који је саставила комисија именована да обезбеди законик за Аларихове римске поданике. „Лек Романа“ ће бити стандард за право у Визиготском краљевство.
- Визиготи заузимају град Дертоса у Каталонији. Они хапсе и погубљују римског узурпатора Петра, чија је глава послата као трофеј у Сарагосу (Шпанија).
- 10. септембар – Сабор у Агди: Састају се епископи Визиготске Галије под председништвом Цезарија Арлског.
- Теодерих Велики убеђује антипапу Лаврентија да одустане од свог права на трон папе Симаха, чиме је окончан црквени раскол.